# Xenopus lenduensis
Xenopus lenduensis es una especie de anfibio anuro de la familia Pipidae.

## Distribución geográfica
Esta especie es endémica de la provincia de Ituri en la República Democrática del Congo. 
Se encuentra en la meseta de Lendu, a unos 2080 m sobre el nivel del mar.

## Etimología
El nombre de su especie, compuesto de lendu y el sufijo latín -ensis, significa "que vive, que habita", y le fue dado en referencia al lugar de su descubrimiento, la meseta de Lendu.

## Publicación original
- Evans, Greenbaum, Kusamba, Carter, Tobias, Mendel & Kelley, 2011 : Description of a new octoploid frog species (Anura: Pipidae: Xenopus) from the Democratic Republic of the Congo, with a discussion of the biogeography of African clawed frogs in the Albertine Rift. Journal of Zoology. London, vol. 283, p. 276-290.[4]